# Mordgrundbach (Elbe)
Der Mordgrundbach (auch Mordgrundwasser oder Stechgrundbach genannt) ist ein Nebenfluss der Elbe im Osten von Dresden.

## Verlauf

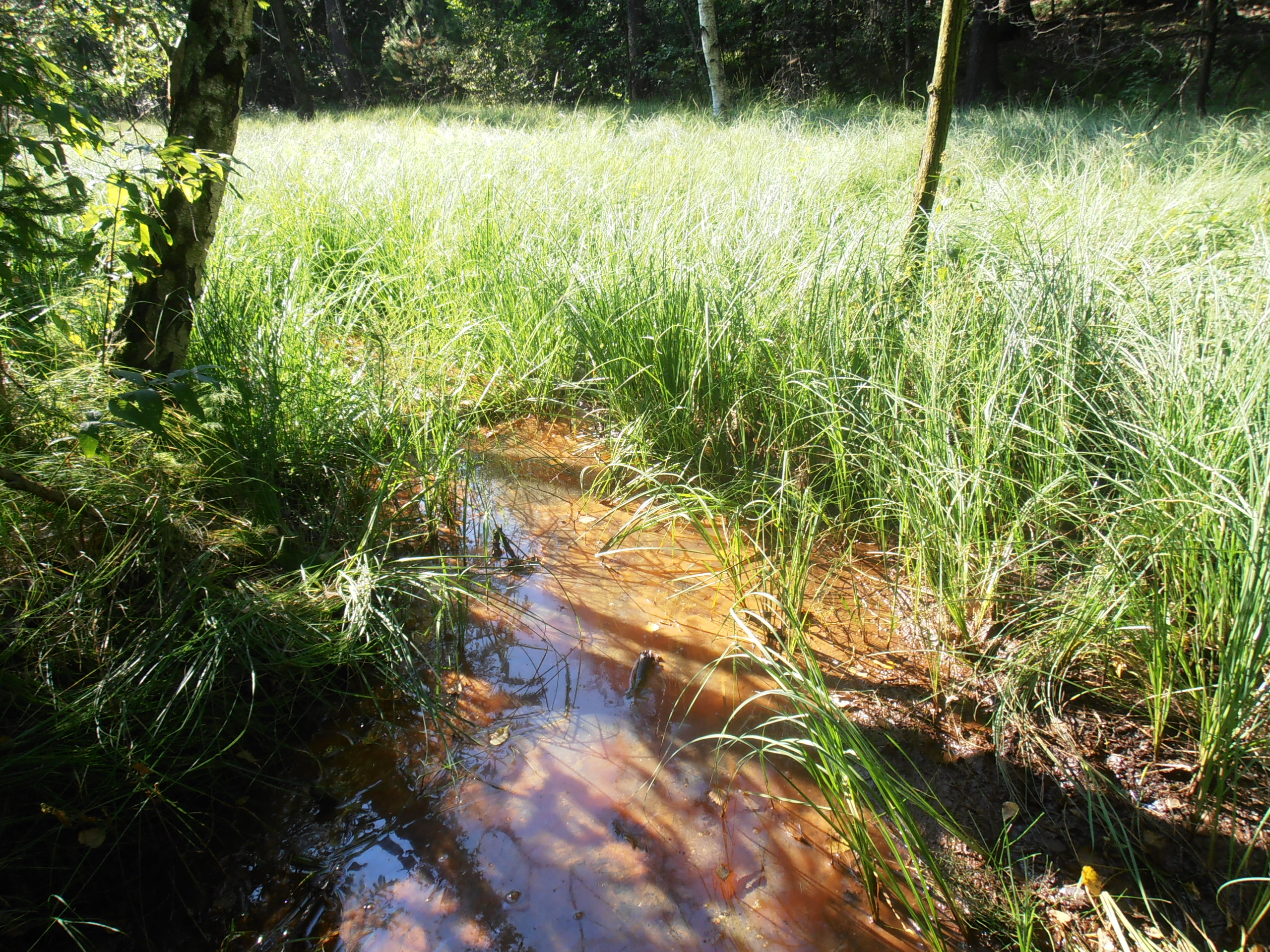
Mündung des Mordgrundbachs in das Stechgrund-Quellmoor

Der Bach entspringt im Stadtteil Dresdner Heide (Stadtbezirk Loschwitz) und fließt in westlicher Richtung durch den Mord- bzw. Stechgrund zur Elbe. Nach 3,6 Kilometern Fließstrecke mündet der Bach in Loschwitz orografisch rechts in die Elbe.
Der Bach verläuft über nahezu seine gesamte Länge als offenes, weitgehend natürliches Gewässer. Lediglich ein kurzer Abschnitt von 300 Metern im Quellgebiet ist verrohrt. Das 2,6 Quadratkilometer große Einzugsgebiet des Mordgrundbaches liegt im Süden der Dresdner Heide und ist zu mehr als 80 Prozent durch Wald geprägt. Die Quellbäche sorgen für einen hohen Eisengehalt im Wasser, welches unter Sauerstoffeinfluss als Eisenhydroxid ausfällt und rostfarbene Überzüge im Gewässerbett bildet. Der Name des ebenfalls in der Dresdner Heide entspringenden Eisenbornbachs ist dieser Verockerung geschuldet.
Nach der Einmündung des Waldgartengrabens durchfließt der Mordgrundbach das Stechgrund-Quellmoor. Nach dem Zufluss des Sandquellbachs und des Weißiger Grabens tragen auch die Schwestern- und die Degelequelle zum Wasserstand des Mordgrundbachs bei. Letzter Nebenfluss vor der Mündung ist die Einmündung der Teichgrundquelle. Das Absturzbauwerk des Mordgrundbachs an der Mündung zur Elbe stellt für Gewässerorganismen ein unüberwindbares Wanderungshindernis dar.

## Herkunft der Bezeichnung „Mordgrund“
Um den Namen des Mordgrundes rankt sich eine romantische Sage. Danach soll der Mordgrund seinen Namen nach einem Ereignis vom Ende des 13. Jahrhunderts haben. Damals sollen sich zwei Liebende (Elsbeth von Clohmen und Benno von Birken) selbst durch einen Dolchstoß getötet haben, nachdem die junge und schöne Elsbeth von ihrem Vater zur Heirat mit dem böhmischen Grafen Lodomar Kinsky gezwungen worden war. Vor dem Tod von Birkens brachte dieser im Streit noch den böhmischen Grafen mit dem Schwert um.
Weniger sagenhaft ist der mögliche Ursprung des Namens in der deutschen Kolonisationszeit als Markgrund, was so viel wie Grenzgrund bedeutet.
Nach Heinrich Meschwitz geht der Name auf die alte Bezeichnung Moorgrund zurück.

## Gewässerzustand
Der Mordgrundbach ist aufgrund seines Einzugsgebietes von unter 10 Quadratkilometern kein eigener Wasserkörper nach der Europäischen Wasserrahmenrichtlinie (WRRL). Der Bach gehört zum Gewässertyp 5.1 (WRRL): „Feinmaterialreicher, silikatischer Mittelgebirgsbach“.

## Naturschutz
Das Einzugsgebiet des Mordgrundbachs gehört zu den Landschaftsschutzgebieten Dresdner Heide und Dresdner Elbwiesen und Dresdner Elbaltarme. Der Mündungsbereich in die Elbe liegt im FFH-Gebiet Elbtal zwischen Schöna und Mühlberg.

## Quellen und Moore

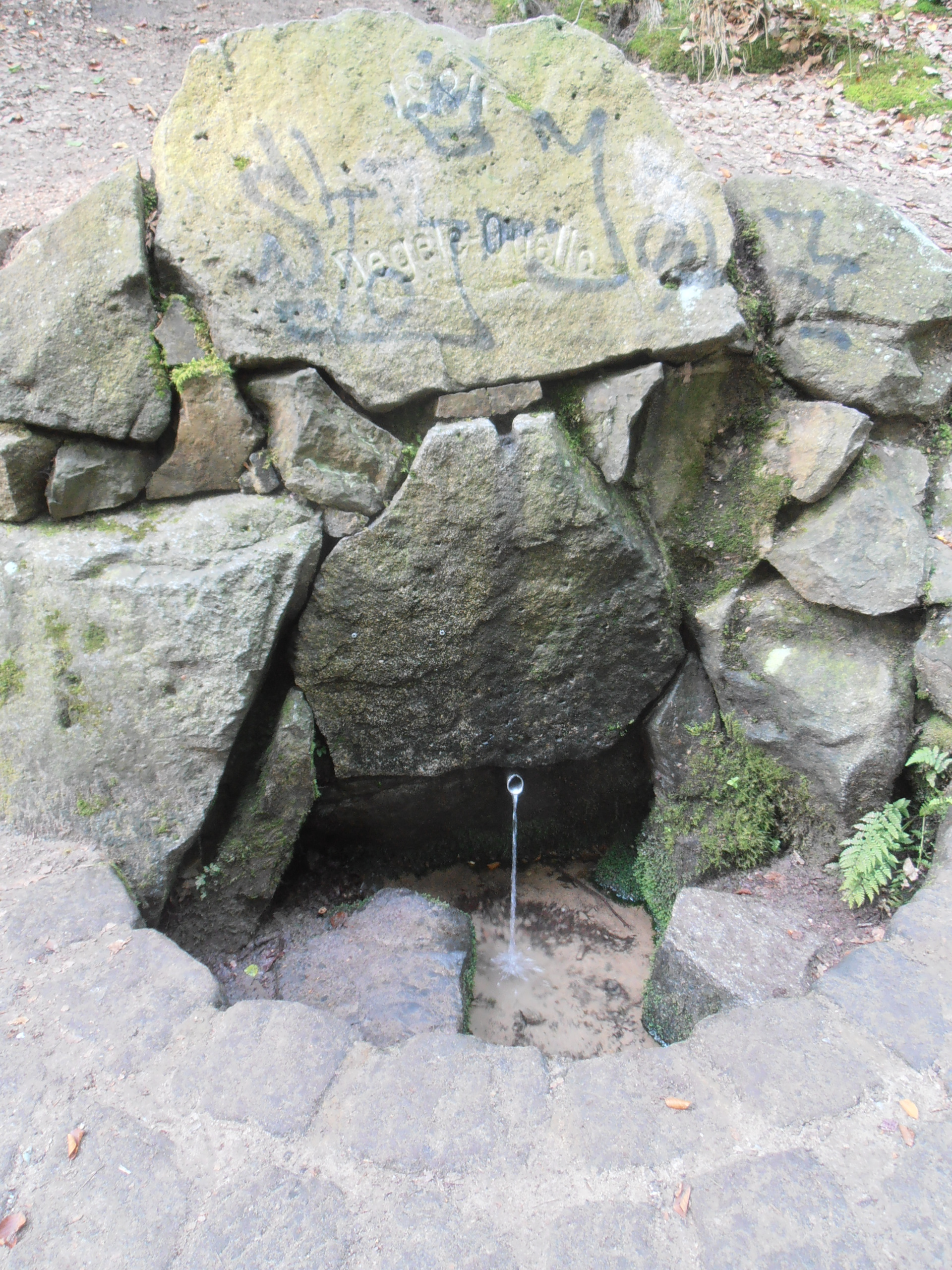
Degelequelle

## Bauwerke am Mordgrundbach

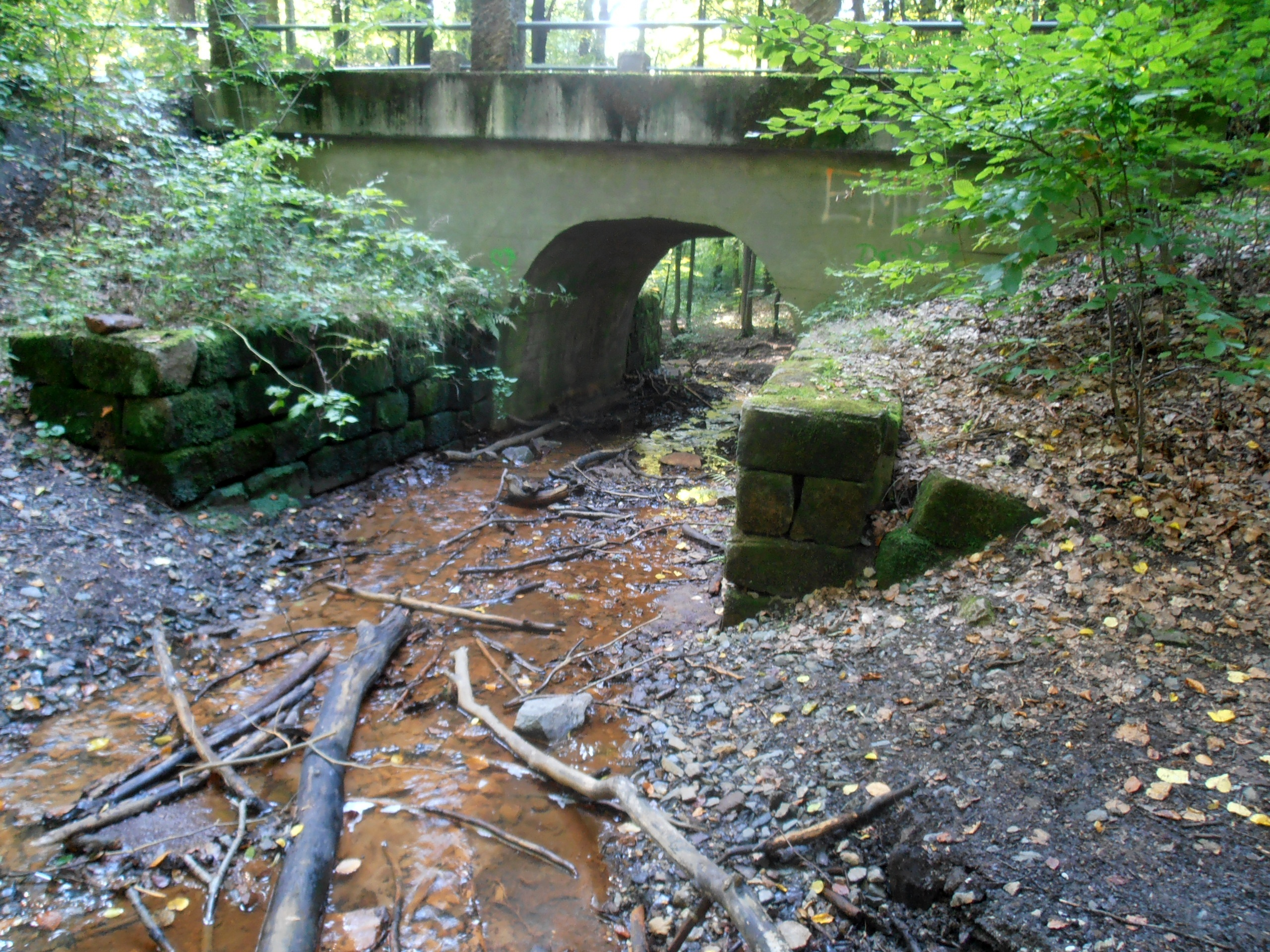
Mordgrundbach vor der Stechgrundbrücke

### Wasserfang und Wasserhaus

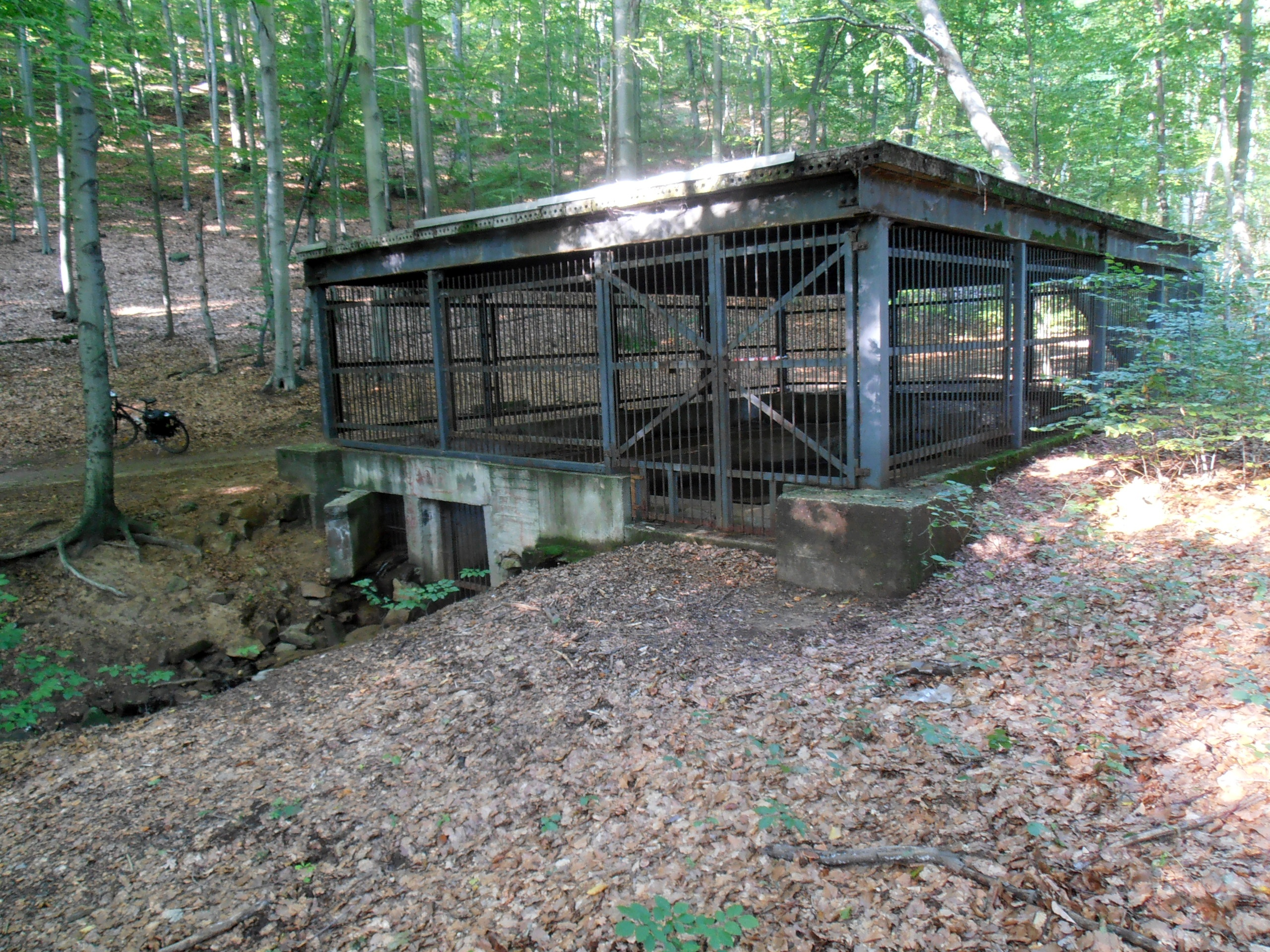
Wasserfang für Schloss Albrechtsberg

### Mordgrundbrücke

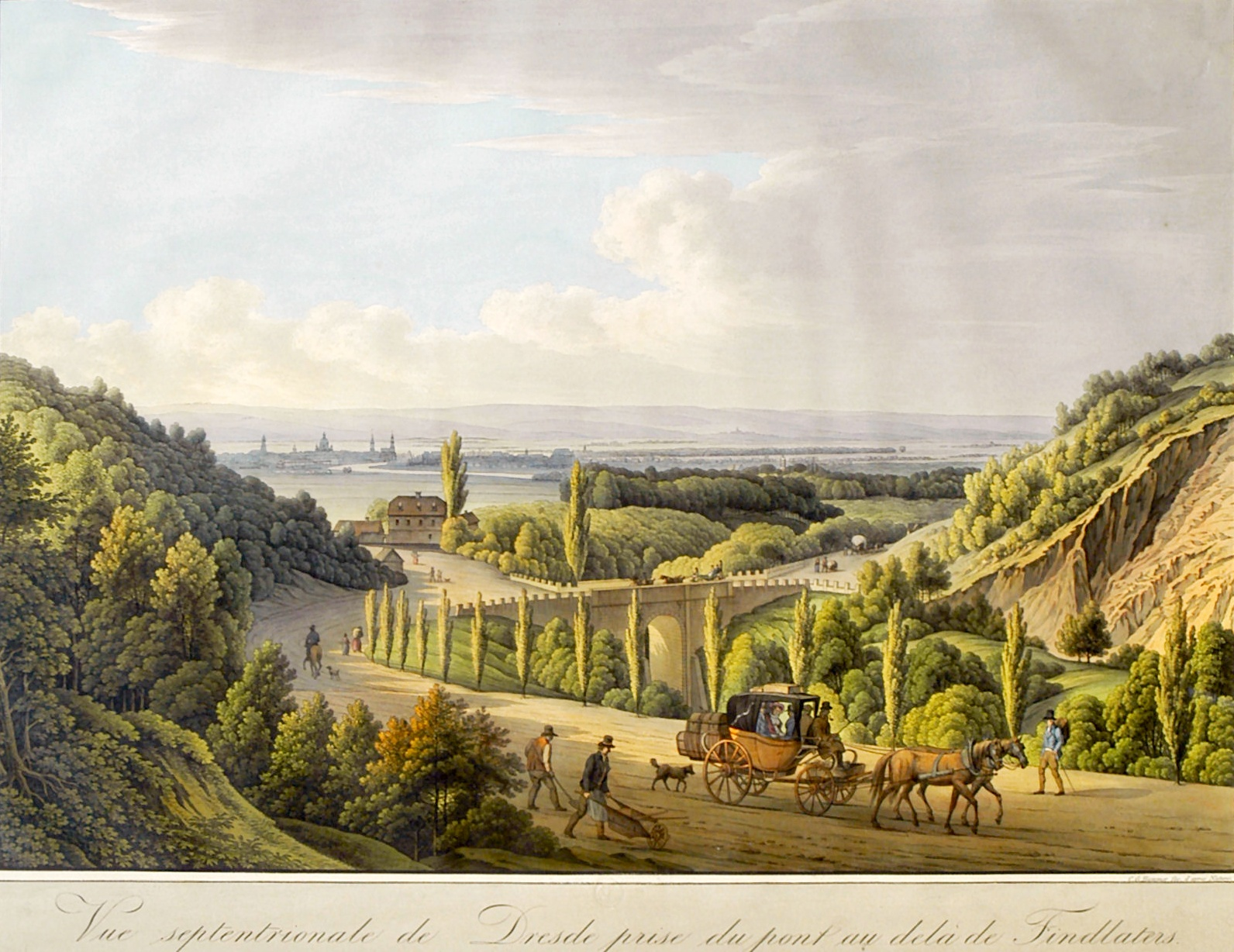
Mordgrundbrücke über den Stechgrund nach 1826 (Gemälde von Christian Gottlob Hammer)

### Wasserfall

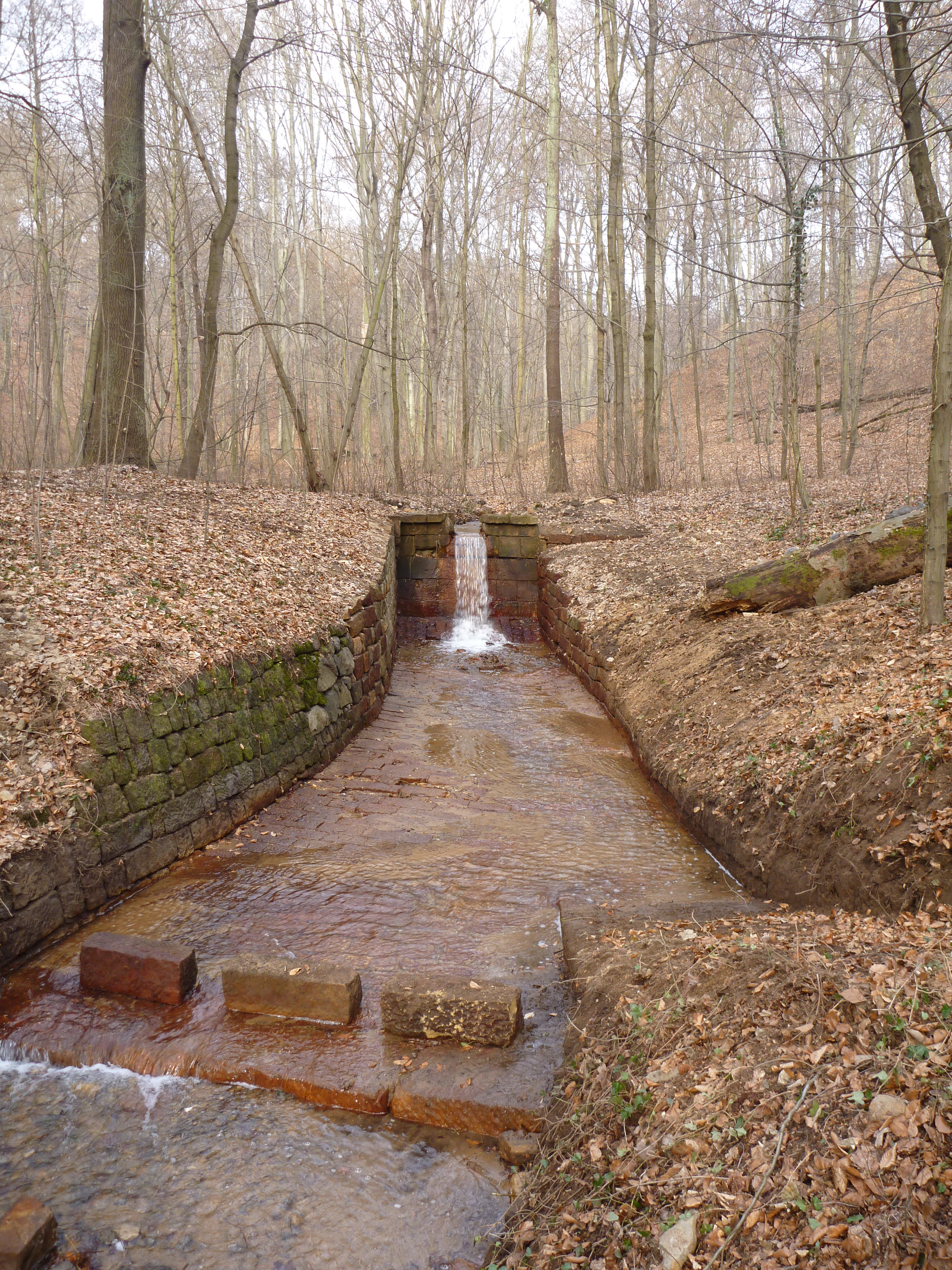
Historischer Wasserfall zwischen Mordgrundbrücke und Wasserfang

## Galerie

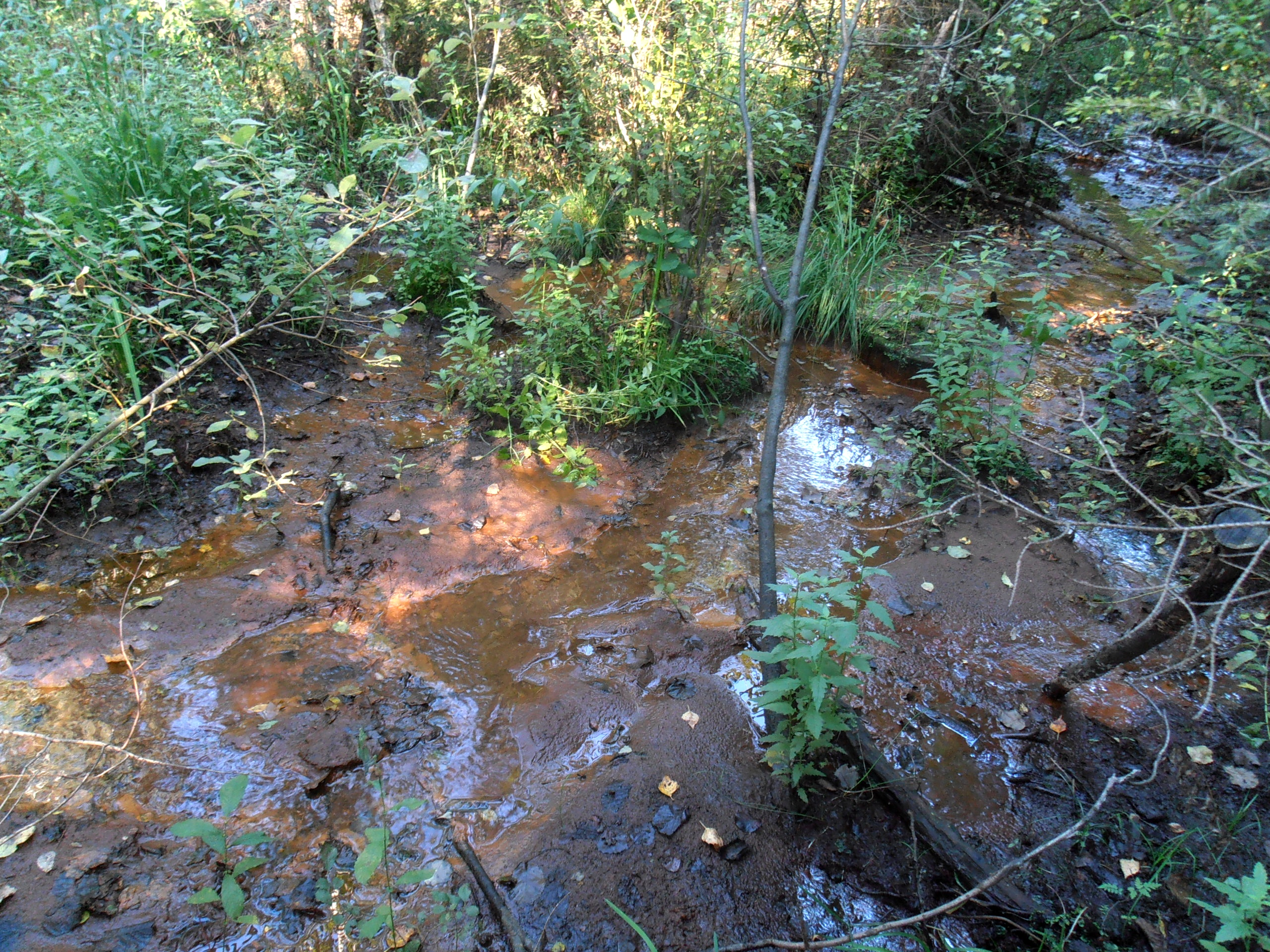
Quellgebiet des Mordgrundbachs an der Einmündung des Waldgartengrabens
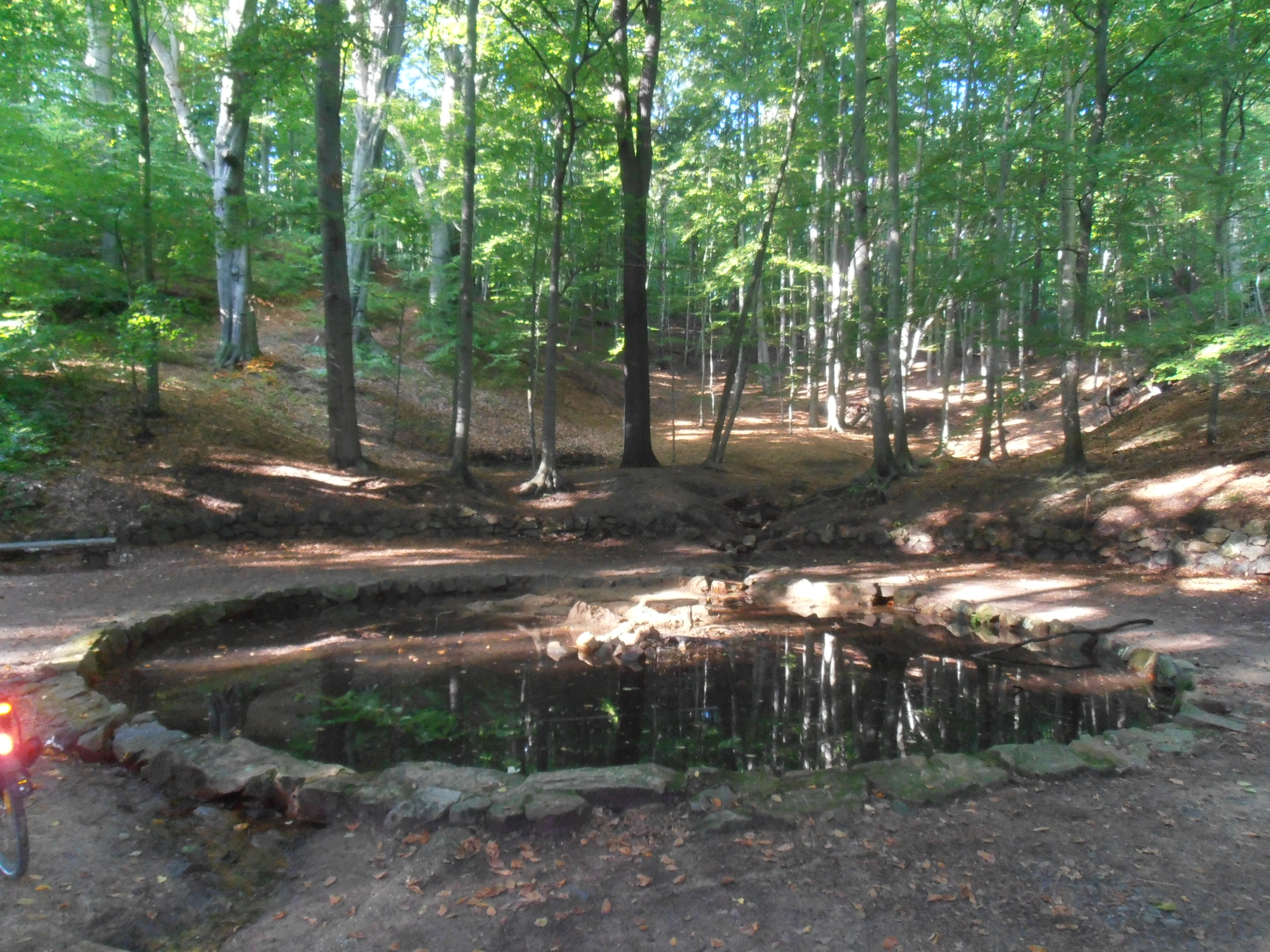
Becken der Teichgrundquelle
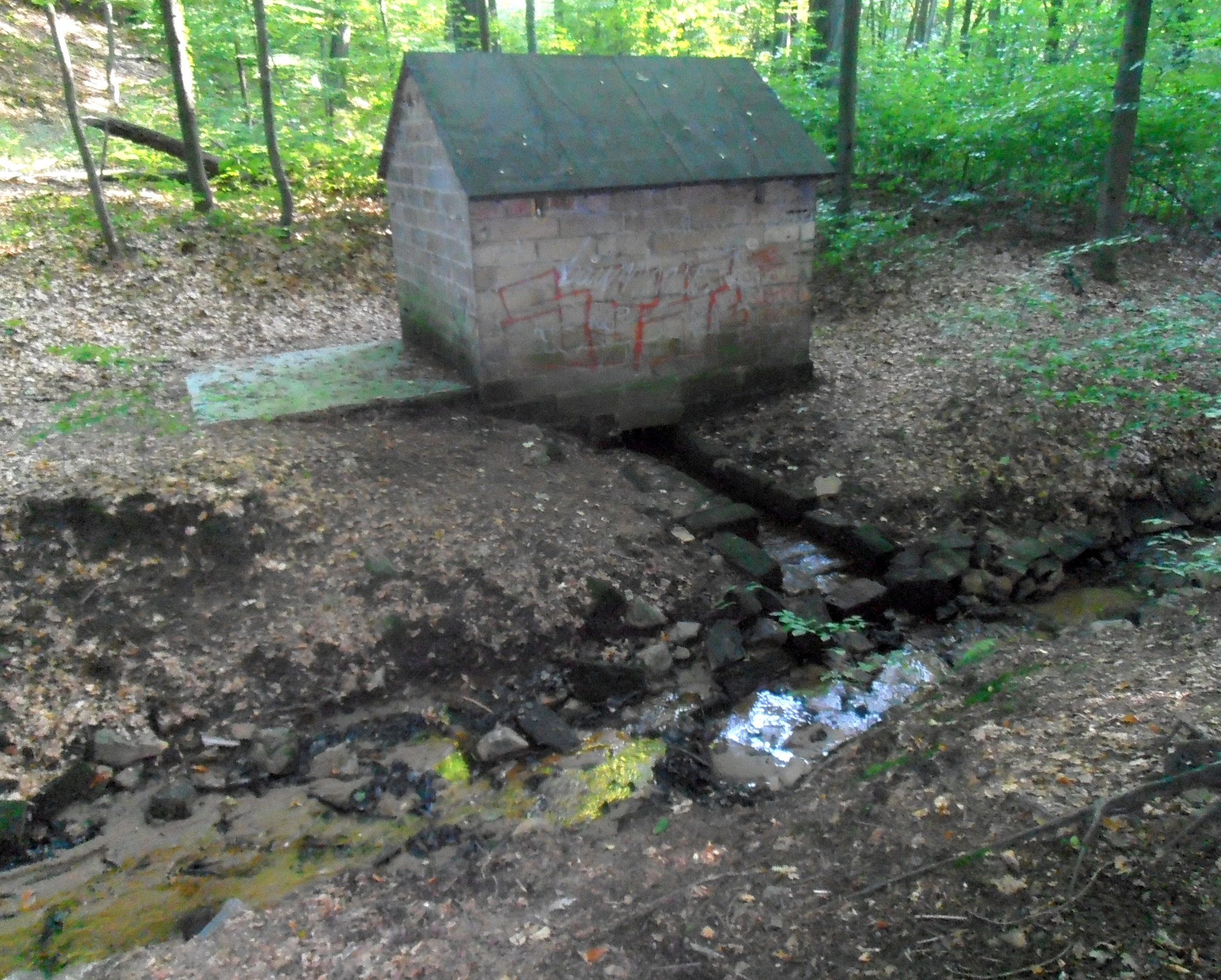
Wasserhaus zur Versorgung von Schloss Albrechtsberg
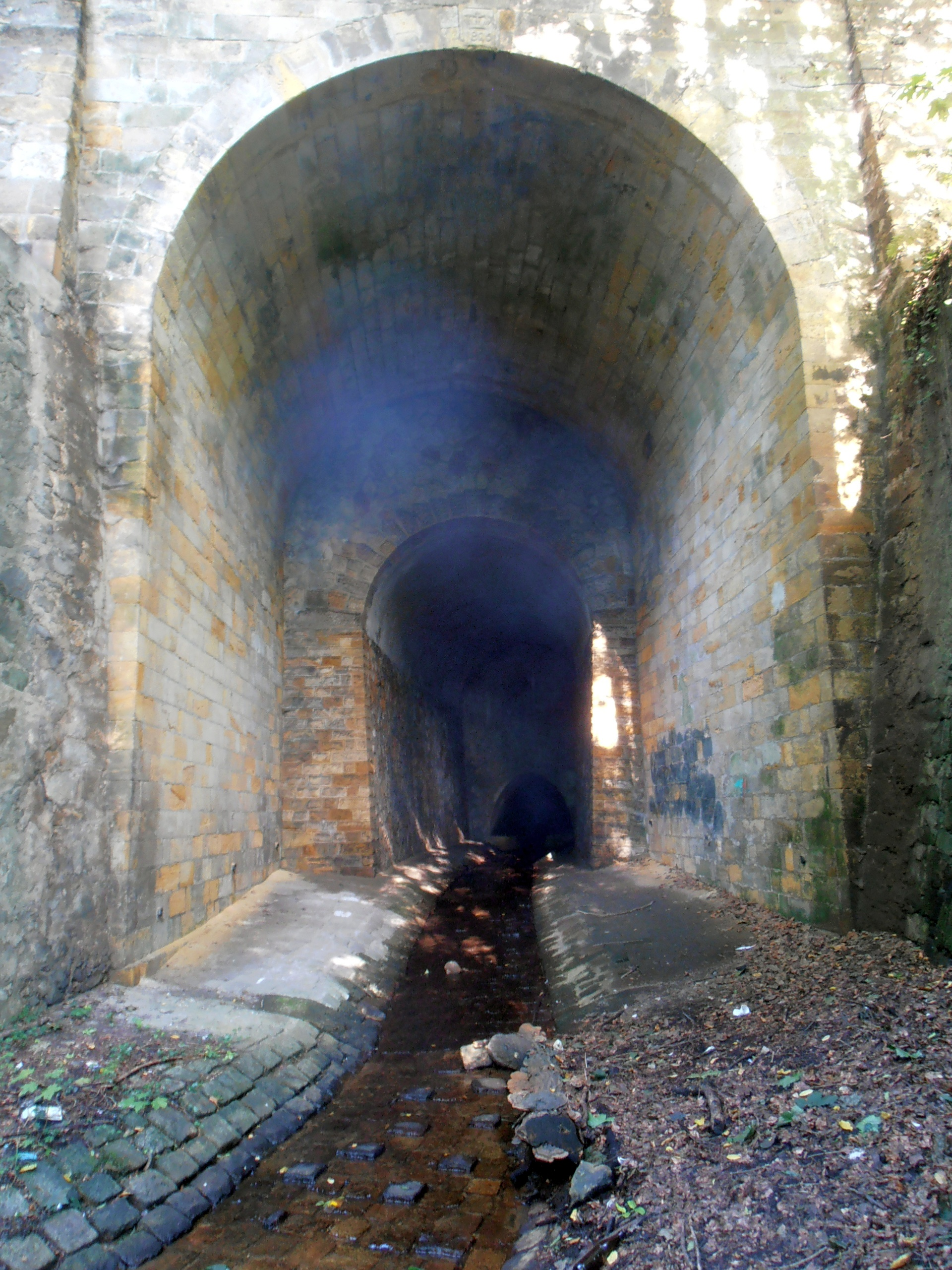
Mordgrundbach hinter der Mordgrundbrücke
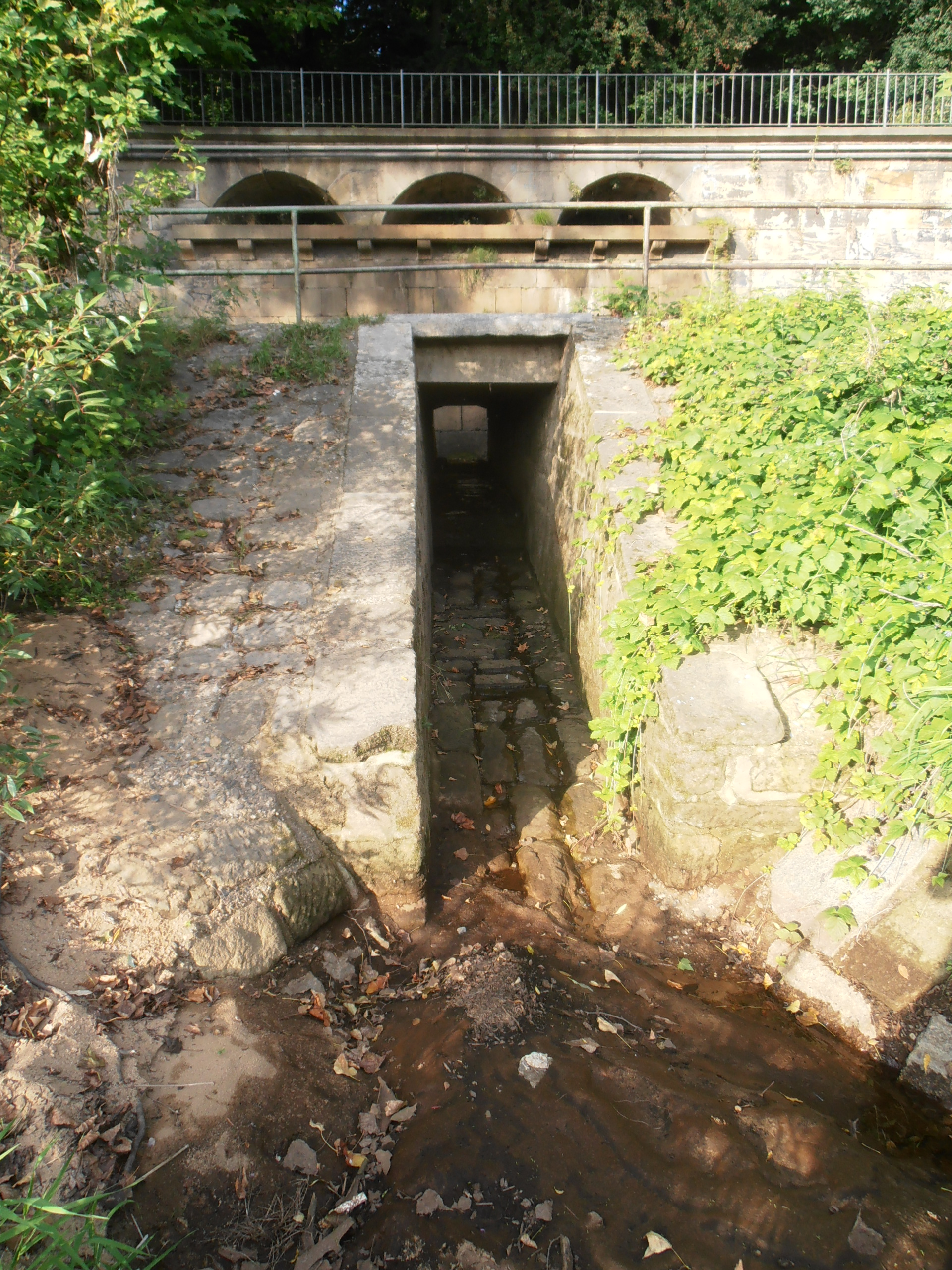
Absturzbauwerk und Mündung des Bachs in die Elbe